# رما (فیلم ۲۰۱۸)
رُما (اسپانیایی: Roma‎) یک فیلم سیاه‌وسفید در ژانر درام به نویسندگی و کارگردانی آلفونسو کوارون و محصول سال ۲۰۱۸ است. کوارون علاوه بر نویسندگی و کارگردانی، تهیه‌کننده، فیلم‌بردار و یکی از تدوین‌گران فیلم نیز است. یالیتزا آپاریچیو، مارینا د تاویرا، مارکو گراف و دنیلا دمسا از جمله بازیگران فیلم هستند. کوارون این فیلم را با الهام از دوران کودکی خود ساخته‌است. داستان فیلم در اوایل دهه ۷۰ میلادی و در منطقه ای از مکزیکو سیتی تحت عنوان کلونیا رما که به صورت مختصر رما نامیده می‌شود؛ رخ می‌دهد. رما از محصولات اصلی نت‌فلیکس و توسط همین شرکت ساخته و پخش شده‌است.
رما نخستین بار در هفتاد و پنجمین دوره جشنواره بین‌المللی فیلم ونیز و در تاریخ ۳۰ اوت ۲۰۱۸ به روی پرده رفت و موفق شد جایزه شیر طلایی را کسب کند. از آنجایی که نت‌فلیکس؛ محصولات خود را به صورت آنلاین ارائه می‌دهد؛ فیلم اکران گسترده نداشت و فقط برای اینکه واجد شرایط برای شرکت در مراسم‌هایی همچون اسکار شود؛ به صورت محدود در مکزیک به روی پرده رفت. فیلم به صورت رسمی در تاریخ ۱۴ دسامبر ۲۰۱۸ از سوی نت‌فلیکس منتشر شد. رما با تحسین گسترده و جهانی منتقدان همراه بود و در زمینه‌های کارگردانی، فیلم‌نامه، تیم بازیگری، فیلم‌برداری و تدوین ستایش شد. هیئت ملی بازبینی فیلم، رما را جزو ۱۰ فیلم برتر سال ۲۰۱۸ دانست. در هفتاد و ششمین مراسم گلدن گلوب، فیلم در سه رشته بهترین فیلم خارجی زبان، بهترین فیلم‌نامه و بهترین کارگردانی نامزد کسب جایزه شد که فقط در کسب جایزه بهترین فیلم‌نامه ناکام ماند. رما در نود و یکمین دوره جوایز اسکار در ده رشته از جمله، بهترین فیلم و بهترین فیلم‌نامه غیراقتباسی نامزد دریافت جایزه اسکار بود که موفق شد سه جایزه بهترین فیلم خارجی‌زبان، بهترین کارگردانی و بهترین فیلم‌برداری را به خود اختصاص بدهد. کوارون نخستین شخص در تاریخ سینما است که در یک مراسم موفق به دریافت جایزه کارگردانی و فیلم‌برداری شده است.

## داستان
وقایع یک سال از زندگی یک خانواده طبقه متوسط در مکزیکو سیتی در اوائل دهه ۱۹۷۰ را به نمایش می‌گذارد.
Cleo، با بازی یالیتزا آپاریچیو ، خدمتکاری است که برای خانواده ثروتمندی در دهه ۷۰ در مکزیکوسیتی کار می‌کند، او خودش را بخشی از این خانواده که سال‌هاست با آن‌ها زندگی می‌کند، می‌داند. کلیوو همراه با آن‌ها به مسافرت می‌رود و به بچه‌های این خانواده بسیار علاقه دارد، سعی می‌کند کارش را به بهترین نحو انجام دهد و در درگیری‌ها و اختلافات این خانواده وارد نشود.
آرامش زندگی کلیوو وقتی به هم می‌خورد که با پسرخاله نامزد یکی از دوستانش رابطه عاشقانه‌ای برقرار می‌کند و درنتیجه این رابطه، باردار می‌شود. خانواده‌ای که کلیوو برای آن‌ها کار می‌کند، از او حمایت می‌کند و برای او وقت دکتر می‌گیرند و از هیچ کمکی دریغ نمی‌کنند، اما پدر بچه ناپدید می‌شود و کلیوو را که نگران آینده است، تنها می‌گذارد...

## حواشی
در ۳ نوامبر ۲۰۱۶ اعلام شد که از خدمه فیلم در هنگام فیلمبرداری دزدی شده‌است. طبق ادعای استودیو فیلمبرداری، به دو زن حمله شده، پنج نفر از اعضای فیلمبرداری بستری شده‌اند و همچنین تلفن‌های همراه، کیف‌های پول و طلا و جواهرات به سرقت رفته‌اند. بنا به گزارش اعضای پروژه، آن‌ها برای برپایی وسایل فیلمبرداری در حال فعالیت بودند که ناگهان کارگران شهرداری جهت تعطیل کردن فیلمبرداری از راه می‌رسند. طبق گفته خدمه فیلمبرداری با اینکه آن‌ها مجوز فیلمبرداری داشتند کارگران دست بردار نبودند و به همین خاطر بین دو گروه نزاع و جدل درگرفت.